# Raperswilen
Raperswilen es una comuna suiza del cantón de Turgovia, situada en el distrito de Kreuzlingen. Limita al norte con las comunas de Steckborn, Berlingen y Salenstein, al este con Ermatingen y Wäldi, al sur con Wigoltingen, y al oeste con Homburg.
Hasta el 31 de diciembre de 2010 ubicada en el distrito de Steckborn.

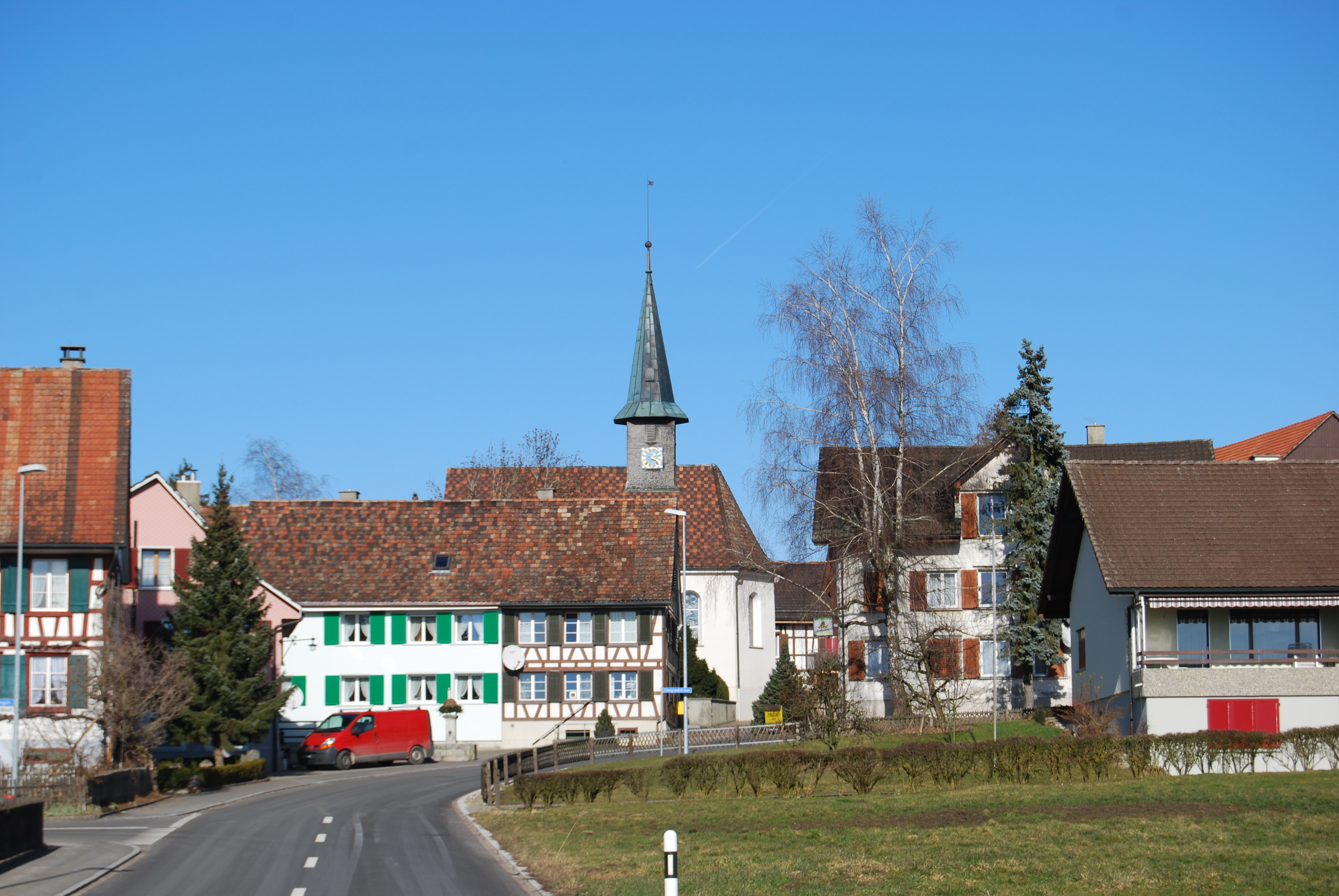
Raperswilen